# Asesinato de Shao Tong
Shao Tong (en chino: 邵童) (Dalian, Liaoning; 12 de noviembre de 1994 - Nevada, Iowa; 6 de septiembre de 2014) fue una joven china de 19 años residente en los Estados Unidos, estudiante en la Universidad Estatal de Iowa, cuyo cuerpo fue encontrado en el maletero de un coche registrado a su nombre aparcado en un complejo de apartamentos a las afueras de Iowa City (Iowa). Su desaparición había sido denunciada nueve días antes. La causa de la muerte fue un homicidio por asfixia.
Shao había sido vista por última vez el 7 de septiembre en un hotel a las afueras de Nevada (Iowa), una pequeña ciudad al este de Ames, donde se encontraba su facultad. Había pasado allí el fin de semana con su novio, Li Xiangnan (en chino: 李向南), estudiante de la Universidad de Iowa, situada en Iowa City. Su coche y su cadáver estaban en el complejo de apartamentos en el que vivía.
Li no estaba presente. La policía cree que, tras abandonar bruscamente el hotel a la mañana siguiente, había utilizado su teléfono móvil para enviar un mensaje de texto a sus amigos en el que les decía que iba a estar fuera durante un tiempo y que Li tenía que regresar a China por una emergencia familiar. Aunque no había pruebas del supuesto viaje de Shao, Li había volado de vuelta a Pekín, pero más allá de ese punto se desconocía su paradero.
A principios de 2015, las autoridades del condado de Johnson acusaron a Li de asesinato en primer grado y obtuvieron una orden de detención. Los internautas chinos empezaron a difundir fotografías de Li, que seguía prófugo. Después de que detectives chinos viajaran a Iowa para visitar la escena del crimen y revisar las pruebas, también acusaron a Li de asesinato intencionado en virtud de la legislación china, que permite procesar a cualquier ciudadano chino por un delito aunque haya ocurrido en el extranjero. Li se entregó a la policía de su Wenzhou natal en mayo. El caso se juzgó allí, ya que no solo no hay tratado de extradición entre China y Estados Unidos, sino que China no extradita a sus propios ciudadanos. En marzo de 2016, se declaró culpable; tres meses después, se le impuso cadena perpetua, que podría reducirse a una pena de prisión no inferior a 13 años.

## Trasfondo
Shao nació en la ciudad costera china de Dalian, en la provincia de Liaoning, en 1994, siendo hija única de una familia típica de la emergente clase media china. Su padre era funcionario y trabajaba en la inspección de seguridad alimentaria; su madre, era ama de casa. Estudió en el instituto Yuming de Dalian y aspiraba a ser bióloga.
Los alumnos de Yuming suelen obtener buenos resultados en el Examen Nacional de Acceso a la Educación Superior de China (o gaokao), y en el Concurso Olímpico, que ofrece a los ganadores la admisión en la universidad sin tener que presentarse al proceso. A finales de la década de 2000, Shao y su entonces novio se presentaron al concurso. Él ganó y asistió a una prestigiosa universidad del sur de China; ella no.
En su lugar, decidió estudiar en Estados Unidos, lo que pudo hacer porque sus padres habían ahorrado más de 100 000 dólares para su educación. En 2011 fue a Pekín a hacer un curso preparatorio para el Test de Inglés como Lengua Extranjera. Allí conoció a Li Xiangnan, tres años mayor que ella, de Wenzhou. La madre de Shao dice que Li Xiangnan se enamoró de su hija, lo que no era raro, ya que muchos otros jóvenes habían mostrado ese interés por ella. Lo conoció una vez, cuando vino a Dalian, y lo recuerda tímido. Aunque parecía de clase acomodada, ni ella ni su marido lo consideraron adecuado para su hija.
Shao fue aceptada en la Universidad Estatal de Iowa (ISU), en Ames, donde se especializó en ingeniería química en 2012, una elección que complació a su padre, ya que no muchas mujeres entran en ese campo. Li "la persiguió desde China hasta Estados Unidos", dijo un conocido, que la trasladó del Instituto Tecnológico de Rochester a la Universidad de Iowa, en Iowa City, a unos 230 kilómetros de distancia, donde estudió empresariales. En Iowa State, sus amigos, en su mayoría compañeros de estudios chinos, la recordaban como una persona muy extrovertida, que daba clases particulares de chino a los estudiantes y era sociable, participando en eventos y saliendo a fiestas. También se distinguía por su habilidad para resolver rápidamente el cubo de Rubik. Aunque la ingeniería no era su asignatura favorita, mantuvo una media de 3,75.
Li y Shao siguieron relacionándose en Iowa. Según sus amigos, él parecía creer que era su novio, aunque otros que la conocían dijeron que ella también mantenía relaciones continuas con otros hombres, no todos conscientes de los demás. Se mudó con ella en el verano de 2013, para gran enfado de su compañera de piso. "No hacía la limpieza. No es normal que un chico viviera en una residencia de chicas", declaró a un medio chino. "Intentamos echarlo, pero no se iba". A principios de 2014, dio la dirección de Shao como suya en dos ocasiones en las que fue citado por infracciones de tráfico mientras conducía su BMW de 2009 en Coralville, a las afueras de Iowa City.
Los demás amigos de Shao compartían la misma mala opinión de Li, hasta el punto de que Shao evitaba hablar de él en su presencia. Un primo en China señaló que, en sus visitas a casa, Shao parecía más retraída de lo que había sido en el pasado.

## Desaparición
El 3 de septiembre de 2014, Karen Yang, amiga de Li, recibió una llamada suya, en la que decía haber llamado a Shao, pero, que por alguna razón, no contestó el teléfono. En dicha conversación, indicó que llegó a oír como hablaba con otro chico sobre él, haciendo comentarios despectivos. Después de la llamada, publicó "que me jodan la vida" en chino en su página de Renren, una red social muy popular entre los universitarios chinos. Fue su última publicación en el sitio.
No obstante, ambos aprovecharon el fin de semana siguiente para pasar algún tiempo juntos. Como las compañeras de piso de ella no deseaban la presencia de él, el 5 de septiembre se subieron al Toyota Camry beige de 1997 que ella había comprado durante unas prácticas de verano en Kentucky y se registraron en el hotel Budget Inn de la ruta 30 cerca de Nevada (Iowa), una pequeña ciudad al este de Ames. El propietario del hotel, Ken Patel, los reconoció de dos estancias anteriores durante fines de semana festivos.
La noche siguiente, Patel dice ver a Shao llegar sola al vestíbulo. Sería la última vez que alguien, aparte de Li, la viera con vida. En la mañana del 7 de septiembre, Patel dijo que se despertó y vio que el coche beige de Shao, en el que ambos habían llegado, ya no estaba. Esto era inusual, declaró más tarde, porque en las estancias anteriores de la pareja había tenido que ir a su habitación después de que se les pasara la hora de salida de las 11 de la mañana. Aunque el hotel tenía una cámara de seguridad encendida constantemente, no se grabó en ninguna parte.
Esa noche, el padre de Shao envió un mensaje de texto a su teléfono móvil desde China. Quería saber si ella había conseguido reponer unas gafas que le había dicho varios días antes que había perdido. El mensaje de respuesta decía que un amigo le había prestado un par. Le preguntó si podían chatear por vídeo, pero ella dijo que estaba demasiado ocupada en ese momento. En retrospectiva, se sospechó que esos mensajes procedían en realidad de Li.
Otro mensaje, supuestamente de Shao, fue enviado desde el teléfono de Li a una de las compañeras de piso de la joven. En él se decía que Li regresaba a China por una "emergencia" y que la semana siguiente iba a coger un autobús a Minnesota para visitar allí a unos amigos chinos. Al día siguiente, Yang envió un mensaje a Li preguntándole cómo iban las cosas con Shao. "Bien por ahora", respondió él.
Una semana después, el 16 de septiembre, día del cumpleaños de Li, Yang le envió un mensaje. No respondió. "Nunca fue así", recordó ella a una publicación china. "Respondía [a] los mensajes con prontitud». Empezó a sospechar que algo iba mal.
Por aquel entonces, las compañeras de piso de Shao empezaron a preguntarse cuándo pensaba volver, ya que había pasado una semana y no sabían nada de ella. A través de las redes sociales, se pusieron en contacto con sus amigos de Minnesota. Ninguno de ellos la había visto. "Fue entonces cuando empezamos a preocuparnos de verdad", dijo una de ellas. Denunciaron su desaparición a la policía de Ames el 18 de septiembre.

## Descubrimiento del cuerpo
La policía de Ames no pudo encontrar pruebas de que Shao hubiera cogido un autobús a Minnesota y registró su apartamento la semana siguiente. Encontraron un recibo del Toyota Camry que Shao había comprado en Kentucky, que aún tenía la matrícula de ese estado. El 26 de septiembre pusieron la descripción y la matrícula del coche a disposición de otros departamentos de policía.
La semana anterior, la policía de Iowa City también había obtenido una orden de registro para el BMW de Li, aparcado cerca de su apartamento junto a la Ruta 6, en la periferia oriental de la ciudad. La noche en que sus homólogos de Ames publicaron la información sobre el coche de Shao, lo encontraron cerca. Los residentes del complejo dijeron que llevaba allí algún tiempo y se quejaron del olor que desprendía. Tras obtener una orden judicial, la policía encontró un cadáver en el maletero, cuya descomposición se había acelerado por la exposición al calor de finales de verano. Más tarde se confirmó que era Shao.

## Investigación
La policía calificó inmediatamente la muerte de sospechosa. La autopsia determinó que la causa de la muerte había sido asfixia y un traumatismo por objeto contundente probablemente infligido por otra persona. Debido a la falta de información sobre las circunstancias en que se había producido, no se fijó la hora de la muerte más allá del momento en que se descubrió el cadáver. Se encontró la cabeza envuelta en una toalla que coincidía con las del hotel Nevada Budget Inn, donde Li y ella se habían alojado, y junto al cadáver, en el maletero, había una pesa de 6,8 kg.
En el maletero también había documentos de viaje que mostraban que el 6 de septiembre Li había reservado un vuelo desde el aeropuerto de Eastern Iowa, en la cercana Cedar Rapids, a Chicago y luego a Pekín. Los registros del teléfono móvil mostraban que los mensajes de texto a los amigos de Shao se habían enviado desde Chicago mientras él se encontraba allí entre vuelo y vuelo. En el apartamento de Li, la policía encontró más pruebas que sugerían una salida precipitada. No había guardado la comida, había dejado un recipiente de leche abierto en la encimera el tiempo suficiente para que se echara a perder y se había olvidado el equipaje.
Tres días después de descubrirse el cadáver, se ejecutó una orden de registro en la habitación de hotel que Li y Shao compartieron. Se encontraron "salpicaduras y goteos de diversos líquidos secos", que intentaron analizar para ver si habían sido fluidos corporales humanos. Concluyeron que Shao había sido asesinada en el hotel antes de que su cuerpo fuera introducido en el maletero de su coche y conducido al aparcamiento del complejo de apartamentos de Li en Iowa City.
Tras investigar más a fondo, la policía se enteró de que Li había publicado el 3 de septiembre un mensaje en las redes sociales en el que decía "que me jodan la vida" y de las circunstancias que lo habían provocado. Un amigo chino de Li en Iowa también informó de que, en una fiesta celebrada un mes antes de la desaparición de Shao, Li había preguntado cuánto tardaría la policía en saber si una persona había desaparecido. Les pareció extraño, porque su pregunta no tenía ninguna relación con la conversación que habían mantenido. La policía de Iowa City no tardó en nombrar a Li persona de interés en el caso.
La policía no pudo localizar a Li para hablar con él, creyendo que, como sugerían las pruebas, había regresado a China. Más tarde recibieron confirmación de que había pasado el control de aduanas en Pekín el 10 de septiembre. Desde entonces no había constancia de su presencia en ningún lugar de China ni de ningún otro país.
Los medios de comunicación chinos habían seguido de cerca el caso, ya que los padres chinos que envían a sus hijos al extranjero para ir a la universidad están muy preocupados por su seguridad. Los usuarios de las redes sociales chinas Sina Weibo y WeChat habían empezado a difundir la foto de Li y otros datos identificativos junto con el hashtag #FindLi. En un periodo de dos días se publicaron 150 000 mensajes relacionados con el caso, que recibieron 2,2 millones de visitas. Un periodista de Wenzhou, ciudad natal de Li, declaró que su periódico había llamado a dos números de teléfono locales en busca de Li; en el que contestaron, la persona que estaba al otro lado colgó cuando le preguntaron por él. El mismo reportero dijo en un post de WeChat que sus colegas no podían decir si la policía china también estaba buscando a Li.

## Arresto de su pareja
En un artículo publicado en abril de 2015 en la CNN sobre el caso, el padre de Shao pidió que las autoridades chinas y estadounidenses cooperaran y compartieran información para ayudar a capturar a Li y llevarlo a juicio. Dijo que unas semanas antes, la policía de Iowa City le había informado de que la fiscalía del condado de Johnson había acusado a Li de asesinato en primer grado y había emitido una orden de detención. Según la ley de Iowa, los fiscales pueden, en determinadas circunstancias, mantener en secreto la existencia de una orden de detención y cualquier acusación relacionada hasta después de que se produzca la detención, y no confirmaron si lo habían hecho en el caso de Li.
La cooperación entre las policías china y estadounidense acabó aumentando. La policía de Wenzhou empezó a vigilar a Li por la misma época. Aunque de vez en cuando conseguían dar con su paradero, solía desaparecer antes de que pudieran ponerlo bajo vigilancia. Tampoco tenían pruebas para acusarle, ya que esperaban información de Iowa. 
Sin embargo, más tarde, en abril, investigadores chinos volaron a Iowa y, acompañados por sus homólogos estadounidenses, entrevistaron a testigos y estudiaron la escena del crimen. Regresaron a China con estas pruebas. A mediados de mayo, Li se entregó a las autoridades de Wenzhou. Con las pruebas de Iowa, los agentes de la Oficina de Investigación Criminal desarrollaron un caso contra él mientras Li permanecía detenido. A finales de junio, el Ministerio de Seguridad Pública anunció la detención formal de Li, acusado de asesinato intencionado.
El padre de Shao declaró que le habían dicho que Li sería juzgado en China aunque el delito se hubiera cometido en Estados Unidos. Ambos países no tienen tratado de extradición y, aunque lo tuvieran, China no extradita a sus propios ciudadanos. No sería el primer caso de este tipo en la historia reciente. En 2010, un tribunal de Shanghai condenó a Xiao Zhen por asesinar a un taxista en Auckland (Nueva Zelanda) antes de huir a China. La policía de Nueva Zelanda compartió sus pruebas con sus homólogos chinos sólo con la condición de que Xiao no fuera condenado a muerte, ya que su país había abolido la pena capital.
El caso recuerda también al asesinato similar de Amanda Zhao en la provincia canadiense de la Columbia Británica. Al igual que Shao, había sido asesinada por su novio, Li Jiaming, mientras asistía al Coquitlam College. Él denunció su desaparición; diez días después, unos excursionistas encontraron su cadáver metido en una maleta cerca del lago Stave, a 97 km de distancia. Li y otro estudiante chino cayeron bajo sospecha y regresaron a China, donde fue detenido pero puesto en libertad por falta de pruebas. Mientras tanto, la Real Policía Montada de Canadá había construido un caso contra él que condujo a una acusación de asesinato en Canadá contra Li y un cómplice. No quisieron compartir las pruebas con sus homólogos chinos por temor, similar al de la investigación de Xiao en Nueva Zelanda, a que Li fuera condenado a muerte si lo declaraban culpable. Finalmente se resolvieron esos problemas, y los dos fueron acusados en 2009. Li fue declarado culpable tres años después y condenado a cadena perpetua, pero en apelación en 2014 el Tribunal Supremo Popular redujo la condena a homicidio involuntario y la pena a 7 años, aceptando el argumento de Li de que la muerte fue el resultado de una pelea de almohadas que se volvió demasiado enérgica.

## Juicio
En marzo de 2016, Li se declaró culpable ante el Tribunal Popular Intermedio de Wenzhou. Calificó su acto de "irracional e impulsivo", afirmando que la había amado pero que era incapaz de soportar que ella tuviera aventuras con otros hombres. Sin embargo, negó haber planeado el crimen con antelación, afirmando que había comprado el billete de avión unos días antes porque tenía intención de volver a China en cualquier caso debido al estrés que sentía. Li pidió clemencia al tribunal por estos motivos. Se enfrenta a una pena que podría oscilar entre diez años de cárcel y la muerte. Sus padres han indemnizado a los Shao con 2 millones de yenes, unos 300 000 dólares al cambio.
Investigadores de Iowa viajaron a China para presenciar el proceso. A su regreso, revelaron más detalles sobre el caso en una conferencia de prensa. Seguían sin estar seguros de cuándo había muerto Shao exactamente, pero creían que lo más probable era que hubiera sobrevivido a la paliza inicial de Li y se hubiera asfixiado después de que éste metiera su cuerpo en una maleta y la metiera en su maletero. A pesar de que Li afirmó ante el tribunal que se trataba de un crimen pasional, los investigadores de Iowa creyeron que había planeado el asesinato de antemano y que su plan original era poner pesos en la maleta y hundirla en el río Skunk. En agosto, Li fue condenado a cadena perpetua.